# Пором

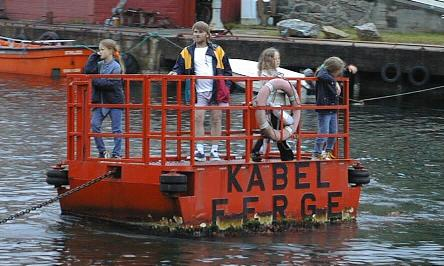
Канатний пором самообслуговування, Норвегія

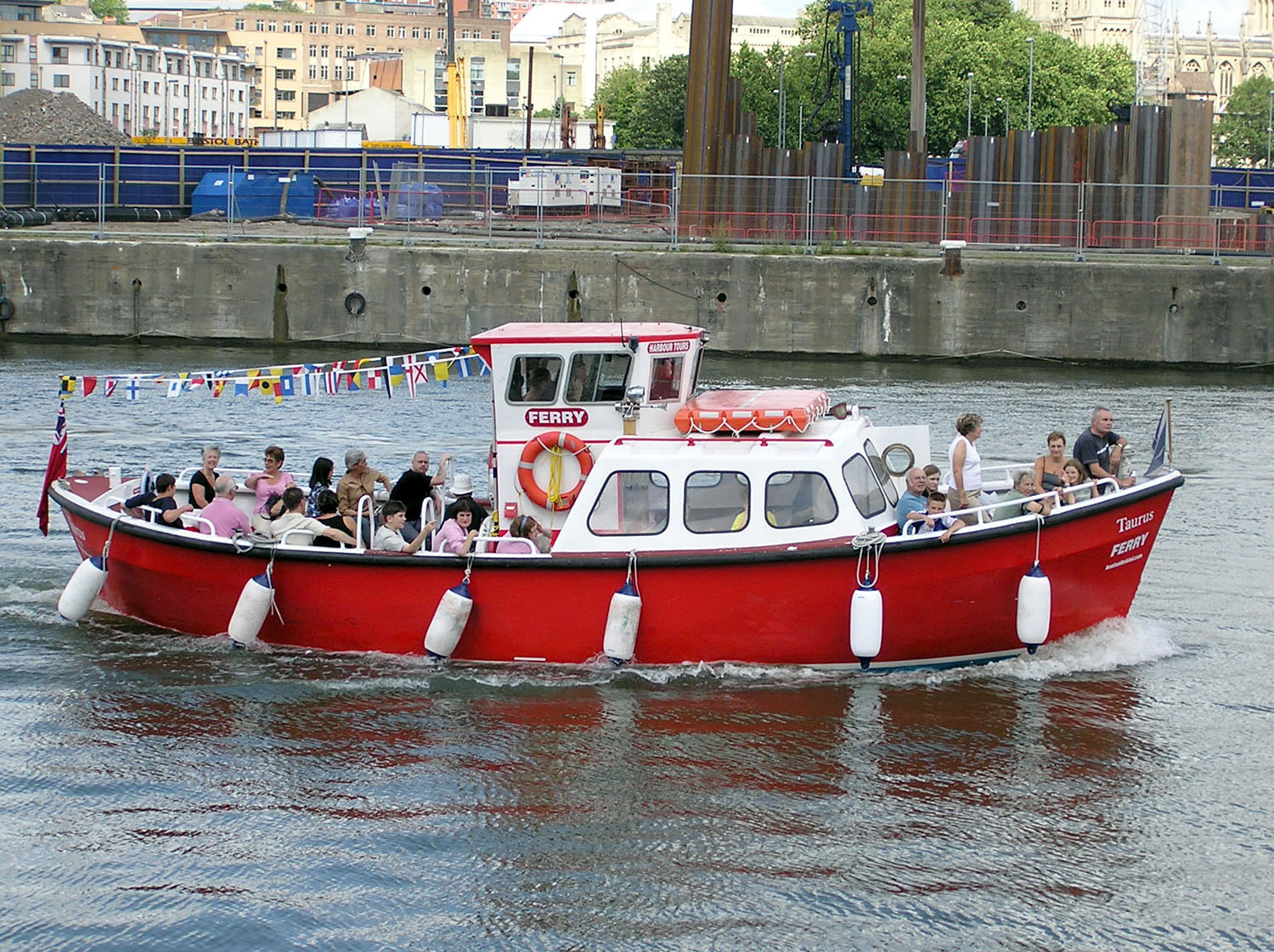
Неспеціалізоване судно як пором для пасажирів

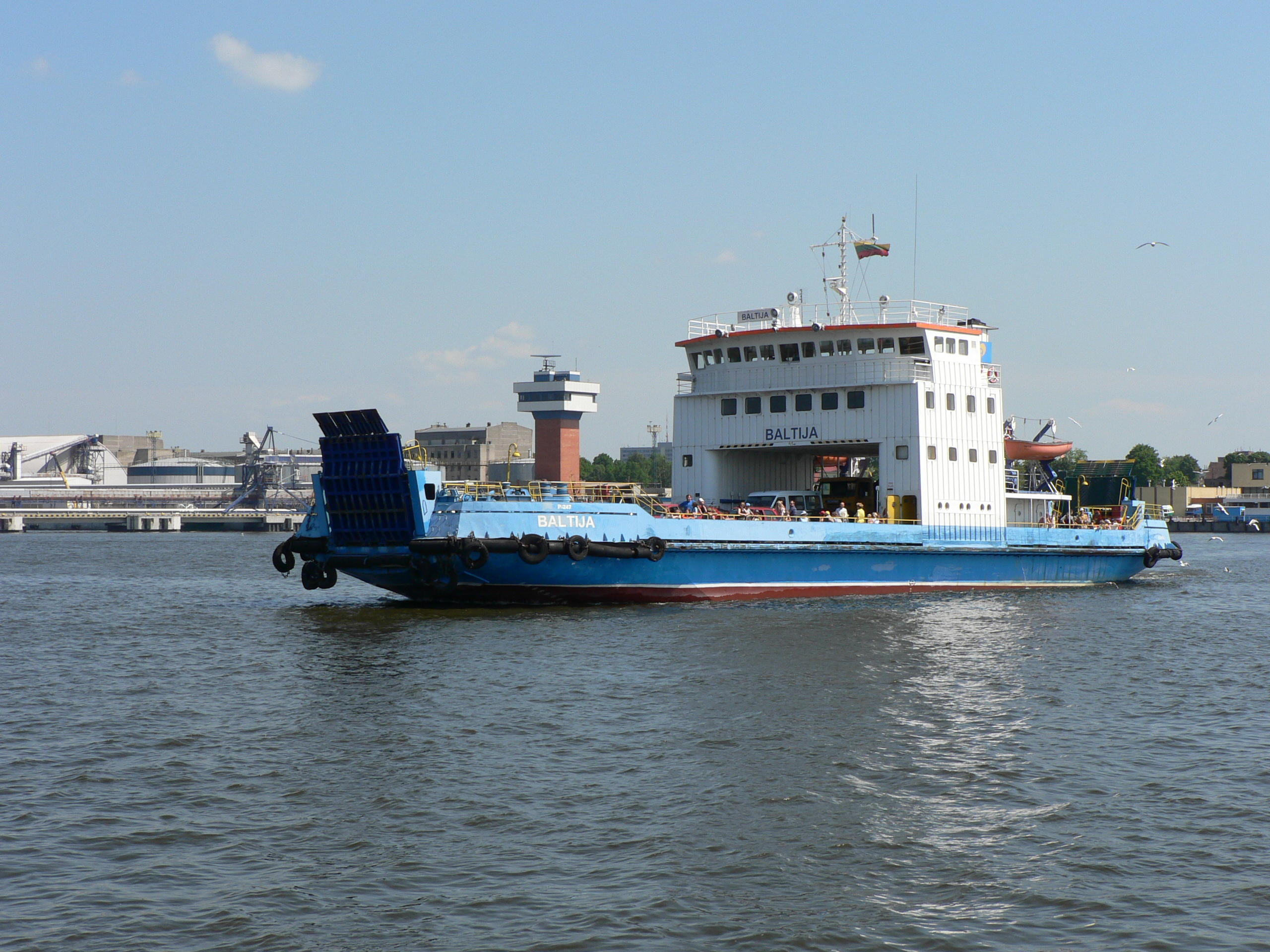
Пором «типово поромного типу», Литва

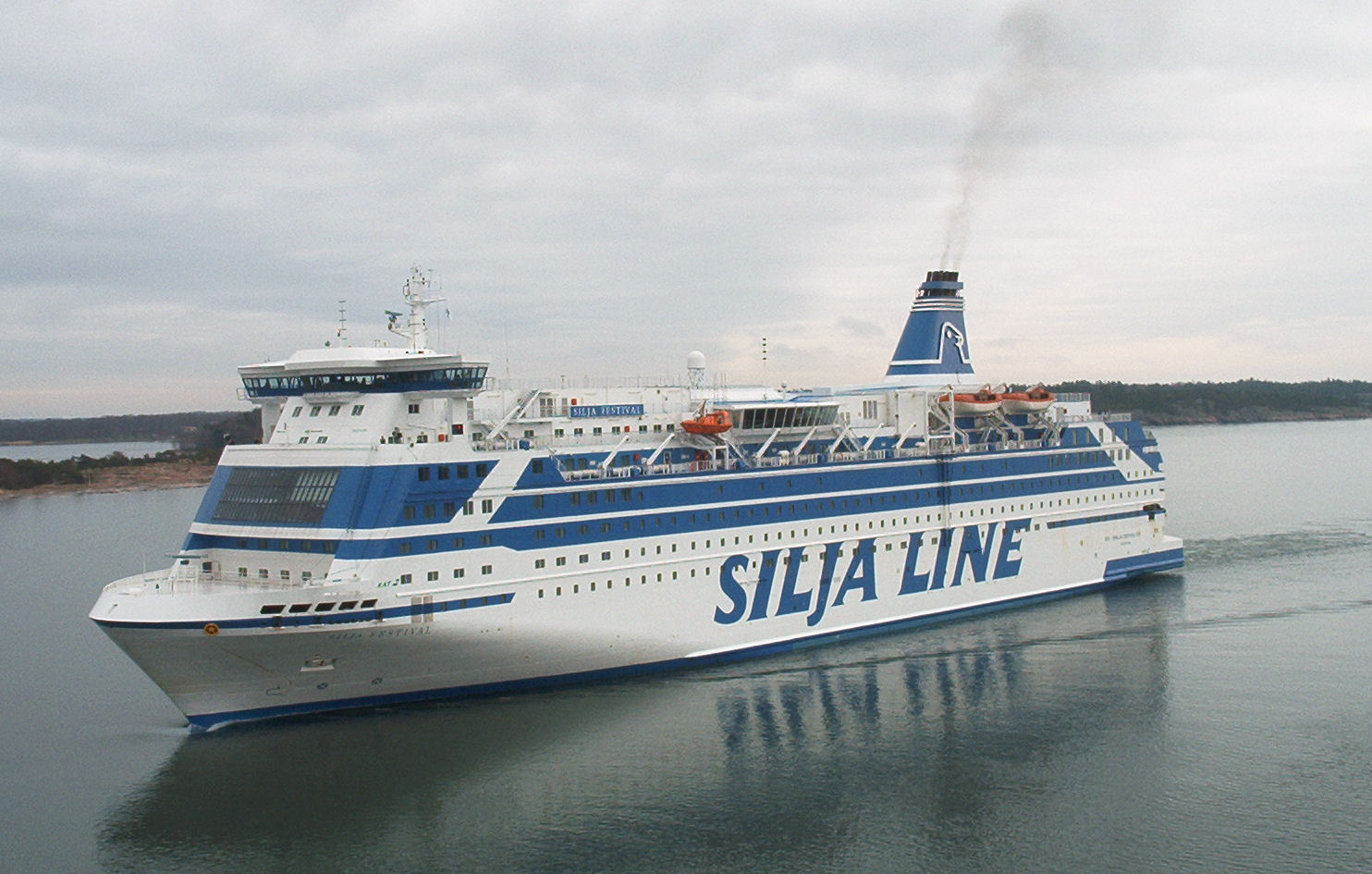
Великий морський пором

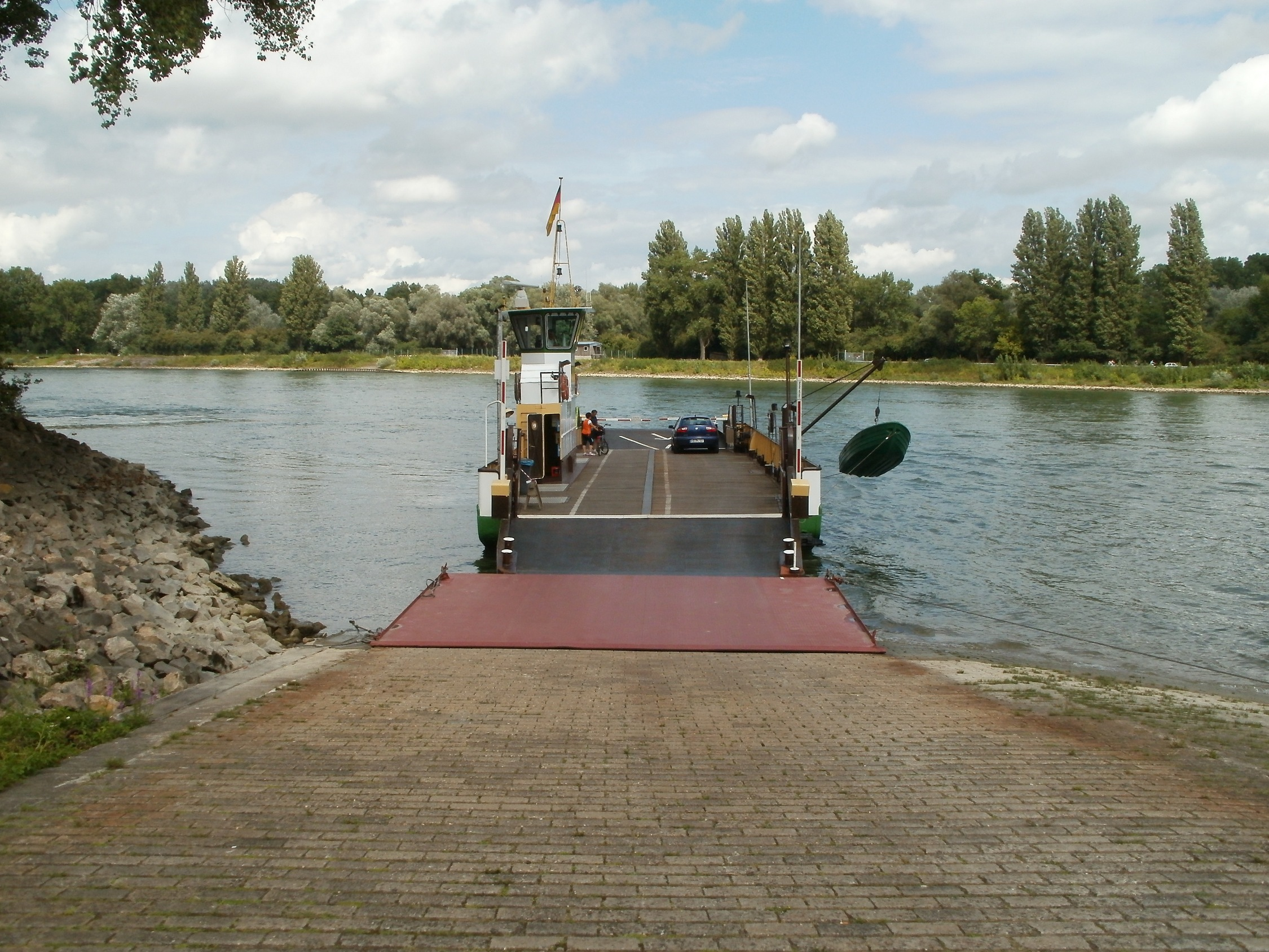
Заїзд на пором для автомобілів

Поро́м, рідко паром, заст. порон — плавзасіб, який використовують для перевезення пасажирів і транспортних засобів між двома берегами водної перешкоди (річки, озера, протоки й навіть моря).
Пороми за своєю функцією схожі з мостами, поромна переправа може встановлюватись як тимчасове сполучення між берегами, коли будівництво моста економічно не вигідне. Однак деякі морські пороми курсують вздовж берега, беручи на себе таким чином функцію вантажно-пасажирських лайнерів. Хоча подорож на такому поромі триваліша, ніж на наземному транспорті, однак для мандрівників-автомобілістів великою перевагою є можливість взяти з собою автомобіль. До того ж іноді такі пороми допомагають уникнути формальностей, котрі пов'язані з транзитом через територію третіх країн (наприклад, пором Чорноморськ-Варна, чи Чорноморськ — Батумі — Поті). В деяких країнах, наприклад, у Нідерландах, експлуатацію поромів виконує служба автомобільних доріг.
У ролі поромів часто виступають судна, однак іноді поромами є й інші плавзасоби, наприклад понтони. Треба сказати, з формального погляду, при такому використанні вони самі стають суднами, оскільки виконують транспортну функцію.

## Етимологія
Слово пором походить від прасл. *pormъ і пов'язане з дієсловом *perti — «рухатися», «перти». Безпідставна версія запозичення з германських мов (пор. етимологічно споріднені давн.в-нім. faran, «їхати», нім. Fähre, нід. veer і англ. ferry, «пором»).

## Класифікація поромів
- За місцем застосування — морські, річкові, озерні
- За типом вантажу — залізничний, автомобільний, пасажирський, вантажно-пасажирський

### Самохідні та несамохідні пороми

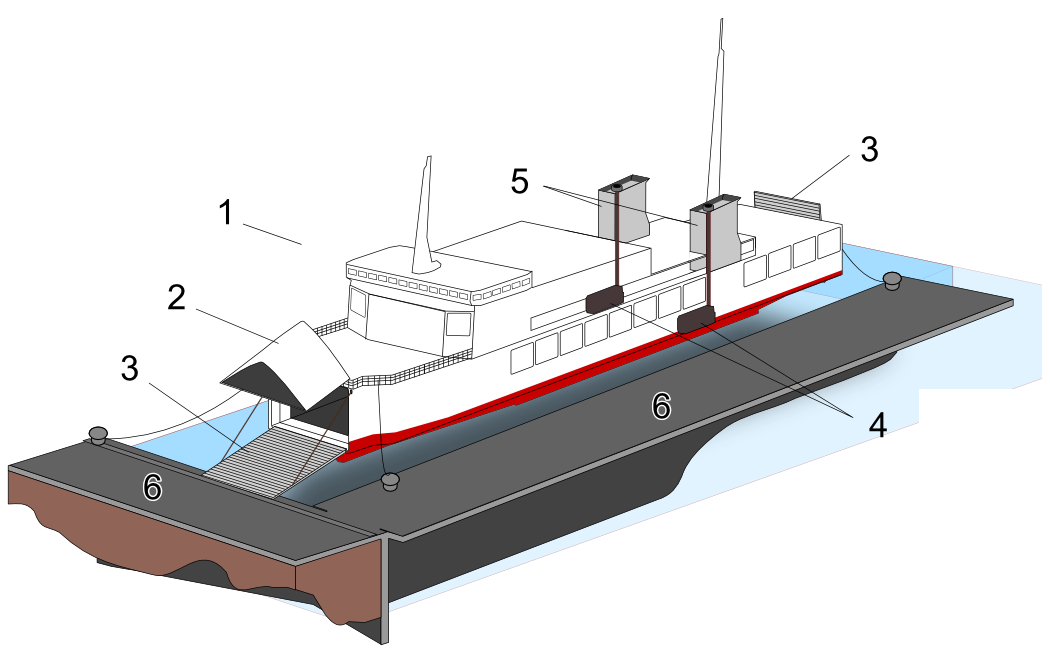
Конструкція невеликого автомобільного порома: 1 — корпус, 2 — носовий дашок, 3 — рампи, 4 — 2 окремі двигуни, 5 — димові труби, 6 — причал Г-типу

Пороми бувають самохідними та несамохідними.
Самохідні пороми приводяться в рух власним двигуном або рушієм і ніяк не пов'язані з берегом (на відміну від поромів канатних).
До несамохідних поромів відносять канатні пороми. Існує два основних типи таких поромів. Найпоширеніший — пором, котрий рухається вздовж каната (або ланцюга), протягнутого між двома берегами водної перешкоди. Джерелом енергії слугує дизельний двигун або (на невеликих поромах) мускульна сила. Існують невеликі канатні пороми самообслуговування, іноді за користування ними беруть оплату: пасажир не зможе відчалити доти, поки не кине в щілину монету (принцип торговельних автоматів).
Пороми другого, рідкіснішого, типу як джерело енергії використовують силу течії річки. В такому випадку канат закріплюється одним кінцем посередині річки (наприклад, за допомогою якоря), другим — на поромі. Керуючи поромом за допомогою керма під певним кутом до течії річки, поромник переправляє своє судно з одного берега на інший. Пороми такого типу можна зустріти на Дністрі поблизу Заліщиків.

## Пором як судно
Найпростіший пором, який використовують тільки для перевезення пасажирів — звичайний човен. З'єднавши кілька човнів разом і встановивши зверху платформу, отримують найпростіший пором для перевезення транспортних засобів. Так само роблять примітивні пороми з бочок і тому подібного. Також поромом може бути пліт.
Для перевезення пасажирів і велосипедистів можна використовувати невеликі судна, які не будувалися спеціально як пором. Для перевезення автотранспорту пором потрібно обладнати достатньо великою палубою й виїзною апареллю. Пороми для коротких дистанцій мають зазвичай дві такі апарелі (таким чином їх не треба розвертати) і можуть з однаковою швидкістю давати хід в обидва боки (тобто у них немає різниці між кормою та носом). У таких поромів часто кабіна поромника розташована у вигляді містка над автомобільною палубою, що надає їм специфічного вигляду.
Більші пороми подібні до звичайних суден, із чітко вираженими носом та кормою: якщо плавання займає декілька годин, то час, витрачений на розворот, не має великого значення. До того ж така форма більше відповідає вимогам мореплавності. Великі пороми мають декілька автомобільних палуб.
Слід відзначити, що техніка безпеки зобов'язує водіїв та пасажирів покидати транспортний засіб під час поромної переправи.